# Gabriel Figueroa
Pour les articles homonymes, voir Figueroa.
Gabriel Figueroa Mateos (né le 24 avril 1907 à Mexico et mort le 27 avril 1997 à Mexico) est un photographe mexicain et directeur de la photographie pour le cinéma.

## Biographie
Il débute en 1932 comme photographe de plateau et photographe de studio : il réalise des portraits de vedettes. Il effectue un séjour à Hollywood avant de revenir à Mexico, en 1935, comme assistant de Jack Draper lors du tournage de Vámonos con Pancho Villa.
Au cours de sa longue carrière, il a remporté de nombreux prix dont des Ariels, un Golden Globe et une récompense au Festival de Cannes.
Il est connu pour avoir magnifié la campagne mexicaine, par exemple dans son travail pour John Ford (The Fugitive/Dieu est mort). Il a aussi participé à plusieurs films de Luis Buñuel (Los olvidados, Él, Nazarín, L'ange exterminateur...). Son interlocuteur privilégié a été Emilio Fernández avec lequel il a collaboré pour une vingtaine de films de 1943 à 1956.

## Expositions photographiques
• 2011 : les Rencontres d'Arles, France.

## Filmographie
- 1932 : Que Viva Mexico !
- 1934 : El Escándalo (en)
- 1935 : Cuernavaca
- 1935 : El Primo Basilio
- 1935 : Tribu
- 1936 : Allá en el Rancho Grande (en)
- 1936 : Cielito lindo
- 1936 : Desfile deportivo
- 1936 : Petróleo (en)
- 1936 : Vámonos con Pancho Villa (en)
- 1937 : Bajo el cielo de México (en)
- 1937 : Jalisco nunca pierde (cy)
- 1937 : Las mujeres mandan (en)
- 1938 : Canción del alma
- 1938 : La Adelita
- 1938 : Los Millones de Chaflán (es)
- 1938 : Mi candidato (cy)
- 1938 : Mientras México duerme
- 1938 : Padre de más de cuatro (en)
- 1938 : Refugiados en Madrid
- 1939 : La Bestia negra
- 1939 : La Casa del ogro (en)
- 1939 : La noche de los mayas
- 1939 : Papacito lindo (en)
- 1940 : ¡Que viene mi marido! (cy)
- 1940 : Allá en el Trópico (en)
- 1940 : Con su amable permiso
- 1940 : El jefe máximo (en)
- 1940 : El monje loco (es)
- 1940 : La Canción del milagro (en)
- 1940 : Los de abajo
- 1941 : Creo en Dios (en)
- 1941 : El Gendarme desconocido
- 1941 : El Rápido de las 9:15
- 1941 : La Casa del rencor
- 1941 : La gallina clueca (en)
- 1941 : Ni sangre, ni arena (es)
- 1941 : ¡Ay, qué tiempos señor don Simón!
- 1942 : Cuando viajan las estrellas
- 1942 : El Verdugo de Sevilla (en)
- 1942 : Historia de un gran amor (en)
- 1942 : La Virgen que forjó una patria
- 1942 : Les Trois Mousquetaires de Miguel M. Delgado
- 1942 : Mi viuda alegre
- 1942 : Virgen de medianoche
- 1943 : Distinto amanecer
- 1943 : El Circo
- 1943 : El Espectro de la novia
- 1943 : L'Ouragan (Flor silvestre)
- 1944 : El As negro
- 1944 : El Intruso
- 1944 : La Fuga (en)
- 1944 : La Mujer sin cabeza
- 1944 : Le Corsaire noir
- 1944 : María Candelaria d'Emilio Fernández
- 1944 : Mariquita linda Adiós
- 1945 : Bugambilia (en)
- 1945 : Les Abandonnées
- 1945 : Un Día con el diablo
- 1946 : Cantaclaro
- 1946 : Enamorada
- 1946 : Más allá del amor
- 1946 : Su última aventura
- 1947 : Dieu est mort de John Ford
- 1947 : La Casa colorada
- 1947 : La Perle (La perla)
- 1948 : Dueña y señora
- 1948 : Maclovia (en)
- 1948 : María la O
- 1948 : Río Escondido (es)
- 1949 : El Embajador
- 1949 : La Mal aimée
- 1949 : La Villageoise
- 1949 : Medianoche
- 1949 : Opio
- 1949 : Prisión de sueños
- 1949 : Les Bas-fonds de Mexico (Salon Mexico) d'Emilio Fernández
- 1949 : Un Cuerpo de mujer (en)
- 1950 : Duelo en las montañas
- 1950 : Los Olvidados de Luis Buñuel
- 1950 : Nuestras vidas
- 1950 : the Torch (en)
- 1950 : Un Día de vida
- 1951 : El Gavilán pollero
- 1951 : Islas Marías
- 1951 : La Bienamada
- 1951 : Los Pobres siempre van al cielo (es)
- 1951 : Pecado
- 1951 : Quartier interdit (en)
- 1952 : Ahí viene Martín Corona
- 1952 : Crisol de pensamiento mexicano
- 1952 : Désir interdit (Cuando levanta la niebla)
- 1952 : El Enamorado
- 1952 : El Mar y tú
- 1952 : Hay un niño en su futuro
- 1952 : Le Révolté de Santa-Cruz
- 1952 : Siempre tuya (en)
- 1952 : Un Gallo en corral ajeno
- 1953 : Ansiedad
- 1953 : El Señor fotógrafo
- 1953 : L'Enfant et le Brouillard
- 1953 : Ni pobres ni ricos
- 1953 : Tourments (Él) de Luis Buñuel
- 1954 : La Révolte des pendus
- 1954 : Passion sauvage
- 1954 : Rita, fille ardente
- 1955 : El Monstruo en la sombra
- 1955 : Estafa de amor
- 1955 : La Mujer X
- 1955 : La Rosa blanca
- 1955 : La Tierra del fuego se apaga
- 1956 : Canasta de cuentos mexicanos
- 1956 : Pueblo, canto y esperanza
- 1956 : Historia de un amor
- 1956 : La Doncella de piedra
- 1956 : La escondida
- 1957 : El Bolero de Raquel
- 1958 : Aquí está Heraclio Bernal
- 1958 : Carabina 30-30
- 1958 : La Sonrisa de la Virgen
- 1958 : La Venganza de Heraclio Bernal
- 1958 : Mujer en condominio
- 1958 : Sueños de oro
- 1958 : Una Cita de amor (en)
- 1958 : Una Golfa
- 1959 : Café Colón
- 1959 : Flor de mayo
- 1959 : Isla para dos
- 1959 : La cucaracha d'Ismael Rodríguez
- 1959 : La fièvre monte à El Pao
- 1959 : Nazarín de Luis Buñuel
- 1959 : Sonatas
- 1960 : Impaciencia del corazón
- 1960 : La Estrella vacía
- 1960 : La Jeune Fille
- 1960 : Macario de Roberto Gavaldón
- 1961 : Juana Gallo (en)
- 1961 : Rosa blanca
- 1962 : Ánimas Trujano
- 1962 : El Tejedor de milagros (en)
- 1962 : L'Ange exterminateur de Luis Buñuel
- 1962 : Um Dia de Vida
- 1963 : Agente XU 777
- 1963 : Días de otoño
- 1963 : El hombre de papel d'Ismael Rodríguez
- 1963 : La Bandida
- 1964 : El Gallo de oro
- 1964 : En la mitad del mundo
- 1964 : La Nuit de l'iguane de John Huston
- 1965 : Amor, amor, amor
- 1965 : Escuela para solteras (en)
- 1965 : Las Dos Elenas
- 1965 : Lola de mi vida
- 1965 : Los Tres calaveras
- 1965 : Simon du désert (Simón del desierto)
- 1965 : Un Alma pura
- 1966 : ¡Viva Benito Canales!
- 1966 : Cargamento prohibido
- 1966 : Los Cuatro Juanes (en)
- 1967 : Domingo salvaje
- 1967 : El Asesino se embarca
- 1967 : El Jinete fantasma
- 1967 : Mariana
- 1967 : Pedro Páramo
- 1967 : Su excelencia (en)
- 1968 : Corazón salvaje (en)
- 1968 : El Escapulario
- 1968 : La Puerta y la mujer del carnicero
- 1968 : Los Ángeles de Puebla
- 1968 : The Chinese Room
- 1969 : The Big Cube
- 1969 : The Great Sex War
- 1970 : De l'or pour les braves de Brian G. Hutton
- 1970 : Narda o el verano
- 1970 : Sierra torride
- 1970 : The Phantom Gunslinger
- 1971 : El Cielo y tu
- 1971 : El Profe
- 1971 : La Generala
- 1972 : El Festin de la loba
- 1972 : Hijazo de mi vidaza
- 1972 : Los Hijos de Satanás
- 1972 : María
- 1973 : El Amor tiene cara de mujer
- 1973 : El Monasterio de los buitres (en)
- 1973 : Interval
- 1974 : El Señor de Osanto
- 1974 : Los Perros de Dios
- 1974 : Once Upon a Scoundrel
- 1975 : El Llanto de la tortuga
- 1975 : Presagio (en)
- 1976 : Coronación (en)
- 1976 : La Vida cambia
- 1977 : Balún Canán
- 1977 : Maten al león
- 1978 : Cananea
- 1978 : Divinas palabras
- 1978 : La Casa del pelícano (en)
- 1978 : The Children of Sanchez de Hall Bartlett
- 1979 : México mágico
- 1979 : Te quiero (en)
- 1979 : The Border
- 1981 : D.F./Distrito Federal
- 1981 : El Héroe desconocido
- 1981 : El Jugador de ajedrez
- 1983 : México 2000
- 1983 : Mundo mágico
- 1984 : Au-dessous du volcan de John Huston
- 1984 : El Corazón de la noche
- 1986 : El Maleficio II